# Аџари
Аџари, или Аџарци (рус. аджарцы), су етничка група Грузина, која претежно живи у Грузији, односно у Аџарској Аутономној Републици. Аџари су делом исламске а делом православне вероисповести, а говоре дијалектом грузинског језика, који спада у грузинску групу јужнокавкаске породице језика.